# Secondo Rubino
Secondo Rubino è il terzo album in studio del cantautore italiano Renzo Rubino, pubblicato il 20 febbraio 2014, da Warner Music Italy.

## Il disco
L'album contiene il brano Ora, con cui il cantante pugliese si è classificato terzo al Festival di Sanremo 2014 e primo estratto dal medesimo lavoro come singolo ed anche il brano Per sempre e poi basta, vincitore del premio al miglior arrangiamento nell'ambito della kermesse canora. Oltre ad Ora è stato estratto come secondo singolo il brano Sottovuoto.
Tra i temi del disco vi sono i ricordi, l'amore, il malessere psicologico.

## Tracce
1. Ora - 3:29
2. Monotono - 4:14
3. Sete - 3:59
4. Sottovuoto - 3:36
5. Per sempre e poi basta - 3:42
6. Mio - 3:29
7. La fine del mondo - 3:46
8. Piccola - 3:41
9. Amico - 3:24
10. Non mi sopporto - 2:41
11. Colazione - 4:06

## Classifiche
| Classifica (2014) | Posizione massima |
| ----------------- | ----------------- |
| Italia            | 17                |